# Michael Menzel (Historiker)

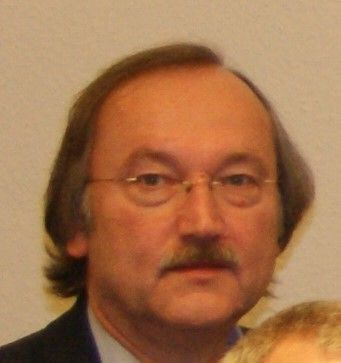
Michael Menzel, aufgenommen von Werner Maleczek im Jahr 2014.

Michael Menzel (* 28. Dezember 1956 in Ahden) ist ein deutscher Historiker.

Michael Menzel studierte von 1976 bis 1984 Geschichte und Philosophie an der Universität Göttingen. Dort wurde er 1983 promoviert mit einer von Hans Patze angeregten Arbeit über die Sächsische Weltchronik. Von 1985 bis 1989 hatte er ein Habilitationsstipendium der Görres-Gesellschaft und der Deutschen Forschungsgemeinschaft. Menzel war von 1990 bis 2003 wissenschaftlicher Mitarbeiter bei der Kommission für die Neubearbeitung der Regesta Imperii der Akademie der Wissenschaften und der Literatur auf einer Außenstelle in München zur Bearbeitung der „Regesten Kaiser Ludwigs des Bayern“. Seine Habilitation erfolgte 1996 in München mit der Arbeit Predigt und Geschichte. Historische Exempel in der geistlichen Rhetorik des Mittelalters. Seit 2003 lehrt Menzel als Professor für Mittelalterliche Geschichte und Landesgeschichte an der Humboldt-Universität zu Berlin. Ebenfalls seit 2003 hat er die wissenschaftliche Leitung für die Bearbeitung der Regesten Ludwigs des Bayern und Friedrichs des Schönen (1314–1347) und die Herausgabe der Regestenhefte inne. Als Nachfolger von Eckhard Müller-Mertens ist Menzel Leiter der Berliner Arbeitsstelle der Monumenta Germaniae Historica (MGH). Seit 2012 ist er ordentliches Mitglied der Zentraldirektion der MGH. In Anerkennung für seine Verdienste wurde ihm anlässlich seiner Verabschiedung als Leiter der Berliner Arbeitsstelle der MGH am 30. Mai 2022 die Freiherr vom Stein-Medaille verliehen.
In seiner Dissertation befasste er sich mit der Sächsischen Weltchronik. Dabei konnte er gegenüber der MGH-Edition von Ludwig Weiland, die nur 24 Handschriften berücksichtigt, 36 Handschriften ausfindig machen. Er beabsichtigt, die Sächsische Weltchronik „als Zeugen eines vergangenen Geschichtsdenkens“ zu betrachten und zu prüfen, was der Autor „als geschriebene Geschichte vorfand und was er selbst als Darstellung der Weltgeschichte an seine Leser weitergibt“.
Er ist der Verfasser des Bandes über das späte 13. und das frühe 14. Jahrhundert der neuesten Ausgabe des klassischen Lehrbuchs der deutschen Geschichte, des Gebhardt. Damit liegt erstmals seit etwa dreißig Jahren die Geschichte in der Zeit von Rudolf von Habsburg bis zu Ludwig dem Bayern zusammenhängend vor. Menzel stellte eine „Freude am Konzipieren“ und „ein Versiegen des Elans“ seit Mitte des 14. Jahrhunderts fest, weshalb er diese Zeit als „ein Torso von sieben Jahrzehnten“ charakterisiert. Als Beispiele für die „Zeit der Entwürfe“ nennt Menzel in der Politik das Doppelkönigtum, auf fürstlicher Ebene die Territorialisierung, in der Siedlungsgeschichte die Urbanisierung und in der Kirchenpolitik das avignonesische Exil. Für Menzel waren es sechs Aspekte, die eine Wirkung auf die weitere Geschichte hatten: Urbanisierung, Deutschordensstaat, Entwicklung des Königtums, Wallfahrtswesen, Wissenschaften und die gotische Prägung der Altstädte.

## Schriften (Auswahl)
Monografien
- Die Zeit der Entwürfe (1273–1347) (= Gebhardt. Handbuch der deutschen Geschichte. 7a; 10., völlig neu bearb. Auflage). Klett-Cotta, Stuttgart 2012, ISBN 978-3-608-60007-0.
- Predigt und Geschichte. Historische Exempel in der geistlichen Rhetorik des Mittelalters (= Beihefte zum Archiv für Kulturgeschichte. H. 45). Böhlau, Köln u. a. 1998, ISBN 3-412-13797-9 (Zugleich: München, Univ., Habil.-Schr., 1996/97).
- Die Sächsische Weltchronik. Quellen und Stoffauswahl (= Konstanzer Arbeitskreis für Mittelalterliche Geschichte. Vorträge und Forschungen. Sonderbd. 34). Thorbecke, Sigmaringen 1985, ISBN 3-7995-6694-5 (Zugleich: Göttingen, Univ., Diss., 1983/84) (online).

Editionen
- Die Urkunden aus den Archiven und Bibliotheken Ober- und Niederbayerns (= Kommission für die Neubearbeitung der Regesta Imperii bei der Österreichischen Akademie der Wissenschaften. Regesten Kaiser Ludwigs des Bayern. (1314–1347). Nach Archiven und Bibliotheken geordnet. H. 7). Böhlau, Köln u. a. 2003, ISBN 3-412-13603-4.
- Die Urkunden aus den Archiven und Bibliotheken im Regierungsbezirk Schwaben (Bayern) (= Kommission für die Neubearbeitung der Regesta Imperii bei der Österreichischen Akademie der Wissenschaften. Regesten Kaiser Ludwigs des Bayern. (1314–1347). Nach Archiven und Bibliotheken geordnet. H. 5). Böhlau, Köln u. a. 1998, ISBN 3-412-09398-X.
- Die Urkunden aus Kloster- und Stiftsarchiven im Bayerischen Hauptstaatsarchiv und in der Bayerischen Staatsbibliothek München (= Kommission für die Neubearbeitung der Regesta Imperii bei der Österreichischen Akademie der Wissenschaften. Regesten Kaiser Ludwigs des Bayern. (1314–1347). Nach Archiven und Bibliotheken geordnet. H. 3). Böhlau, Köln 1996, ISBN 3-412-13294-2.